# Peter Crawford
Peter John Crawford (Mount Isa, 6 novembre 1979) è un ex cestista australiano.

## Carriera
Con l'Australia ha disputato i Giochi olimpici di Londra 2012 e due edizioni dei Campionati oceaniani (2005, 2009).